# Estibiogoldfieldita
L'estibiogoldfieldita és un mineral de la classe dels sulfurs que pertany al subgrup de la goldfieldita. Es troba relacionada amb la goldfieldita per la substitució de 2Sb3+ per 2Te4+, compensat per l'ompliment de les vacants del lloc M2 amb 2Cu+.

## Característiques
L'estibiogoldfieldita és una sulfosal de fórmula química (Cu₄Cu₂)(Cu₄Cu+₂)(Sb₂Te₂)S₁₂S. Va ser aprovada com a espècie vàlida per l'Associació Mineralògica Internacional l'any 2021, sent publicada l'any 2022. Cristal·litza en el sistema isomètric.
Les mostres que van servir per a determinar l'espècie, el que es coneix com a material tipus, es troben conservades a les col·leccions del Museu d'Història Natural de la Universitat de Pisa (Itàlia), amb el número de catàleg: 19926, i a les col·leccions del departament de mineralogia i petrologia del Museu Nacional de Praga, a la República Txeca, amb els números de catàleg: p1p 78/2020 i p1p 80/2020.

## Formació i jaciments
Va ser descoberta a la mina Mohawk, a la localitat de Goldfield, dins el comtat d'Esmeralda (Nevada, Estats Units). També ha estat descrita a la mina de Pefka, a la localitat d'Alexandrúpoli (Macedònia Oriental i Tràcia, Grècia). Aquests dos indrets són els únics de tot el planeta on ha estat descrita aquesta espècie mineral.